# Brasão de armas de Anguila
O brasão de armas de Anguila consiste no emblema que figura na bandeira de Anguila, um tradicional símbolo da nação. O brasão é um escudo com três golfinhos em salto sobre o mar. Os três golfinhos são de cor laranja e representam perseverança, unidade e força, e a disposição em círculo significa continuidade. O fundo branco do emblema significa paz e tranquilidade, com uma base azul-turquesa que representa o mar circundante e também a fé, juventude e esperança.